# Matthew Montagu
Matthew Montagu, (23 novembre 1762 – Montagu House, Portman Square, 1er septembre 1831), connu sous le nom de Matthew Robinson jusqu'en 1776, est un député britannique, et brièvement baronnet et pair du royaume. Il est titré baron Rokeby.

## Biographie
Montagu est né Matthew Robinson, fils de Morris Robinson du bureau des six greffiers et neveu de Matthew Robinson (2e baron Rokeby) (en).
Il est le neveu privilégié d'Elizabeth Montagu, à la demande de laquelle il prend le nom de Montagu en 1776 par licence royale avant d'hériter de son domaine à Sandleford Priory dans le Berkshire. Il fait ses études à la Harrow School et au Trinity College de Cambridge.
Un des « fidèles de Pitt », Montagu représente les circonscriptions de Cornouailles de Bossiney (1786-1790) et Tregony (1790-1795) au Parlement de Grande-Bretagne ; et St Germans (1806-1812) au Parlement du Royaume-Uni.
Montagu est un ami et un partisan de William Wilberforce, et favorise l'abolition de la traite des esclaves. 
Montagu est élu membre de la Royal Society en 1795. Ses proposants sont Arden, Lucas Pepys, James Rennell, John Sinclair, George Shuckburgh-Evelyn, William Marsden, George Douglas (16e comte de Morton), Patrick Russell, George Atwood, John Henniker Major et Charles Francis Greville.

## Vie privée

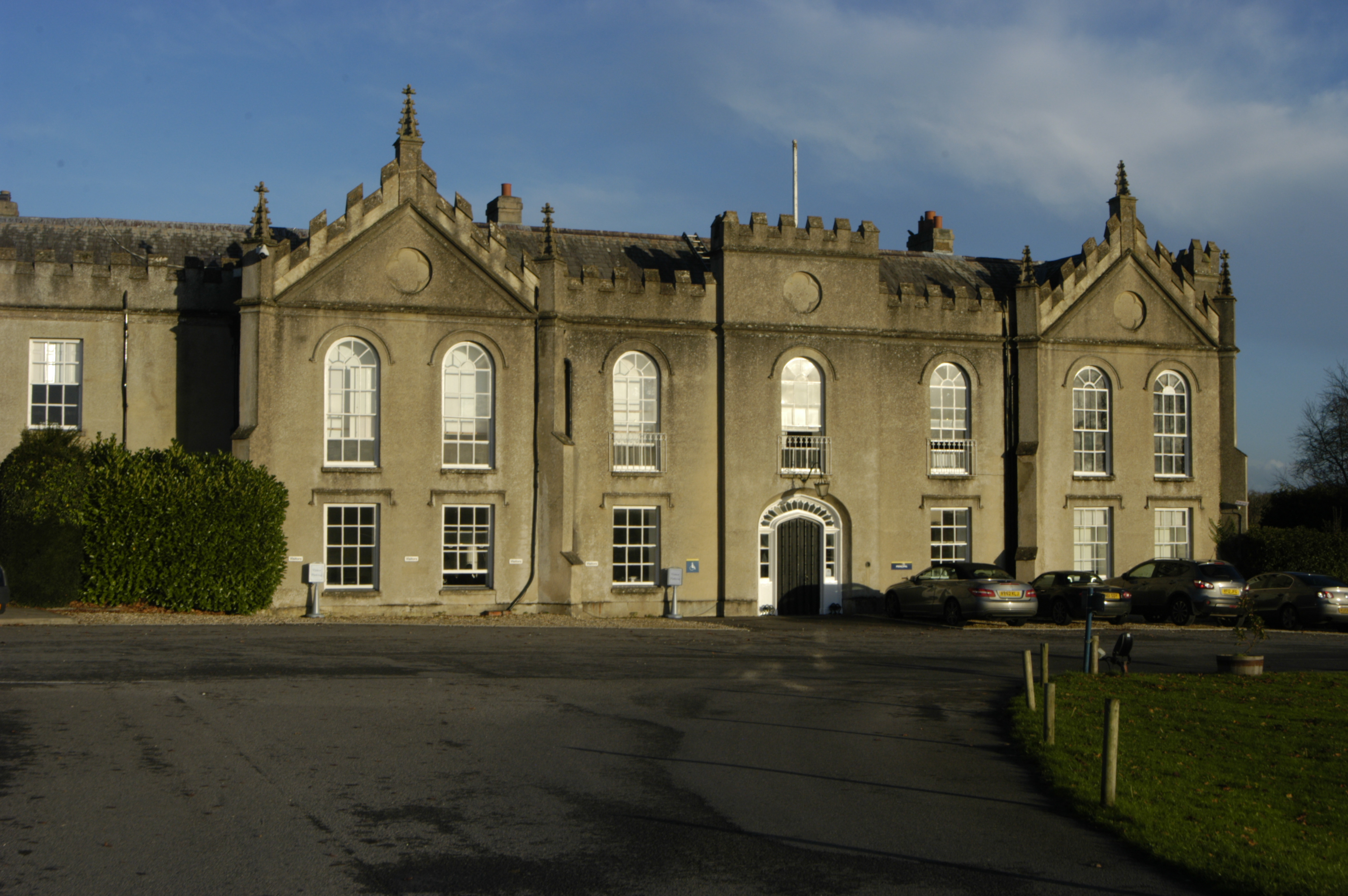
Sandleford Priory (face ouest). que Montagu hérite de sa célèbre tante.

Il épouse le 9 juillet 1785, Elizabeth (morte le 7 mars 1817), fille et héritière de Francis Charlton de Kent, qui lui donne six fils, dont Henry Robinson-Montagu (6e baron Rokeby) et Spencer Dudley Montagu, et sept filles ; Caroline épouse William Godolphin Osborne, fils de Francis Osborne (1er baron Godolphin), Jane épouse l'homme politique Henry Goulburn, Mary épouse le colonel Robert Ellison, des Grenadier Guards, et Eleanor épouse l'homme politique John Nicholas Fazakerley.